# Hugo Calgan

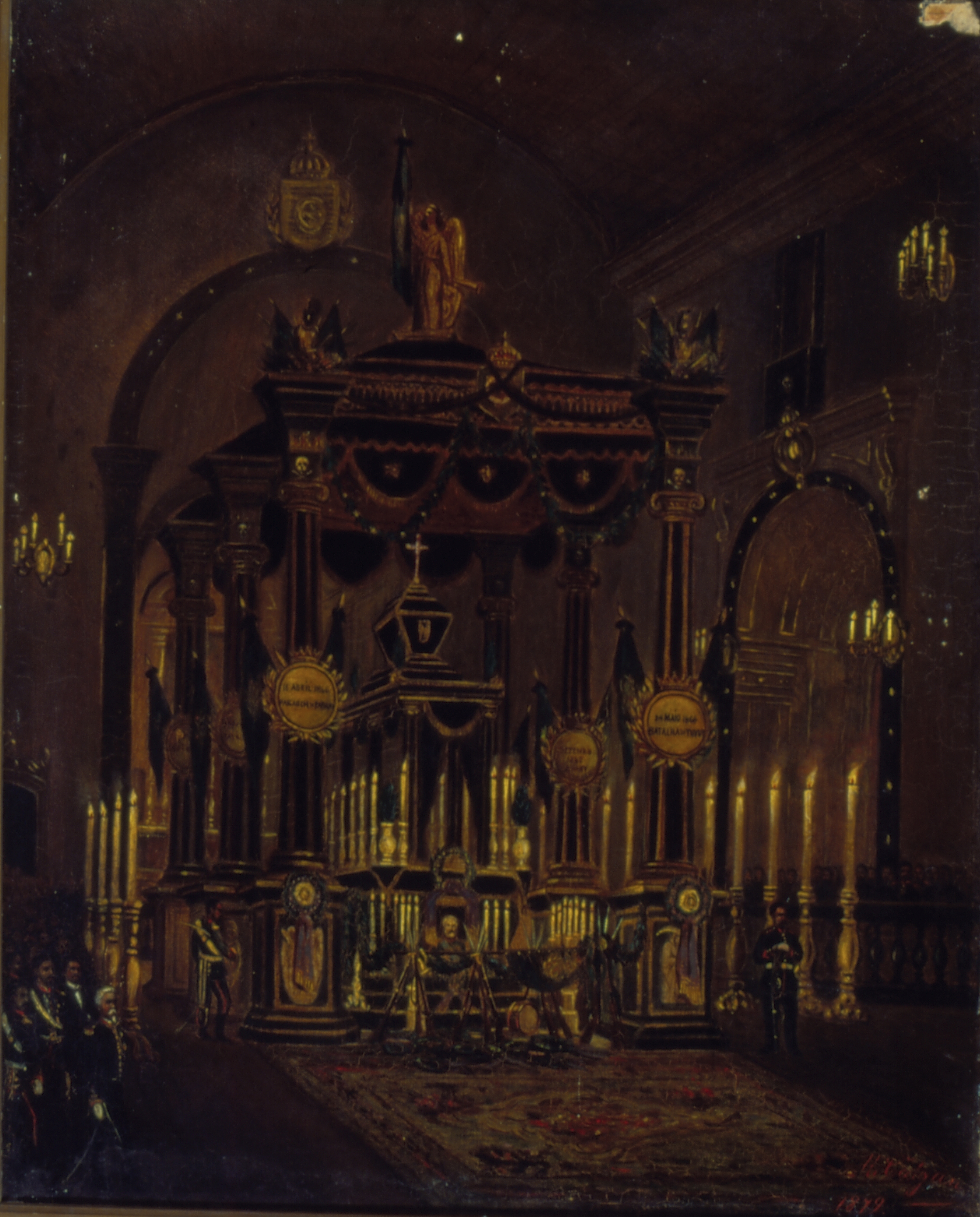
Exéquias do General Osório - Sé, de Hugo Calgan. Acervo do Museu Paulista.

Hugo Calgan foi um pintor alemão, nascido em Berlim, em 1852. O artista, cuja biografia foi considerada misteriosa, chegou ao Brasil em 1872, passando por Rio de Janeiro, São Paulo, Curitiba e Joinville.
Em sua carreira artística destaca-se a produção, no gênero pintura histórica, sobre a formação da comunidade germânica do Sul do Brasil, em especial Curitiba, no fim do século XIX. Sua passagem por Curitiba foi em 1880 e 1881, produzindo registros considerados de "grande valor iconográfico".
Consagrado pela obra Vistas de Curitiba e outras aquarelas que enfocam paisagens urbanas e rurais, faz um precioso documentário iconográfico :
- em "Estação Diligência Curitiba", retrata as carruagens utilizadas na época
- em "Aspecto do Rocio de Curitiba com Casas de Colonos Alemães", retrata oficina de ferreiro e e grandes carroças cobertas por lona em forma de arco

Retratou a Igreja Evangélica de Curitiba, demolida em 1892 e cujo destino desta aquarela original é desconhecido. Sabe-se dela através da reprodução feita pelo pintor Lewandowski. Foi considerada à época a igreja mais requintada utilizando enxaimel como matéria prima .
Calgan tem obras expostas no Museu Nacional de Imigração e Colonização, especialmente de pessoas notáveis de Joinville, e no Museu Paulista.[carece de fontes?]
É possível que, em dado momento de sua carreira, tenha mudado seu nome para Henrique Calgan.  Essa suspeita é levantada a partir de não se ter mais notícias de Hugo Calgan e em 1886 surgir Henrique Calgan, agora em Porto Alegre, pintor paisagista e retratista, porém sem registros de imigração 